# Доњоградска синагога у Осијеку
Доњоградска синагога у Осијеку по времену настанка (20. век)  један је од последњих Хрватских касно историцистичких синагога, скромног квалитета и конвенционалног концепта, али занимљива по свом Westwerk стилу градње (синагога са паром западних кула и мотивом емпоре), као и због чињенице да је међу ретким синагогама у Хрватској избегла рушење или озбиљна разарања у Другом светском рату и у време комунизма у Хрватској.

## Историја
Претпоставља се да је у античкој Мурси (данашњем Осијеку) постојала јеврејски молитвени дом (у периоду 2. или 3. век). Први Јевреји који су се масовније населили у Осијеку забележени су 1746. године на подручју Доњег града. Савремена јеврејска заједница (заједно са загребачком општином, најбројнијом у Хрватској) у Осијеку основана је на Горњем граду између 1845. и 1848. године, а њена правила су потврђена 30. децембра 1849. година.  Нешто млађа јеврејска заједница у Доњем граду основана је 1862. године Није познато где је имала своју прву синагогу.
Прва богомоља у Осијеку била је у кући у Школској улици број 399, касније улица Немецка 393 (данас Пејачевићева улица).
Велика горњоградска синагога са две куле саграђена је 1869. године у Жупанијској улици (девастирана и запаљена 1941. године, потпуно срушена 1950).
С краја 19. и с почетка 20. века у Хрватској и Славонији било је 27 јеврејских општина, а највеће су биле у Загребу и Осијеку, које су имале по 2.000 људи (4% становништва Загреба и 8% становништва Осијека).
У 14 општина било је преко 200 људи. Једанаест општина имало је своје рабине, а у осталим су били рабински изасланици. Постојале су четири јеврејске школе, у Загребу, Осијеку, Земуну и Вуковару. Већа заједница је била напредна (само две су биле православне), па су у својим синагогама имале органе.
На подручју Хрватске и Славоније у првим годинама 20. века Јевреји су били присутни у свим занимањима, чак и у пољопривреди, што је била реткост у другим европским регионима. Међутим, углавном су се бавили трговином на велико и мало. Јеврејски индустријалци управљали су већином дрвне индустрије. Од 200 правника, тридесет су били Јевреји. Поред тога, десет је било судија. Педесет јеврејских лекара имало је своју приватну ординацију. У интелектуалном пољу била је важна Задруга јеврејске омладине у Загребу, основана 1899. године, која је проучавала историју и науку. Према подацима из 1910. године, у Хрватској и Славонији:
- 48,64% свих Јевреја бавило се трговином,
- 25,95% индустријом и занатством,
- 4,12% транспортом,
- 6,46% слободним занимањима,
- 2,45% јавном службом.

Доњоградска синагога  настала је према плану из априла 1901. године и делимично модификованом главном пројекту из 1902. године, за који је издата грађевинска дозвола  26. јула 1902. године. Сазидана је за мање од пет месеци. Свечано је отворена  28. децембра 1902. године, иако су се завршни радови одвијали током 1903. године
Највеће заслуге за изградњу новог храма приписана је шефу Одбора за изградњу синагоге др Оскару Кохлбаху

### Архитектонске одлике
У богатој јеврејској заједници у Осијеку на подручју Доњег града 1903. године саграђена је још једна синагога. Изведена је према пројекту осјечкога архитекта W. C. Hofbauera.
У односу на Горњоградску, ова синагога је скромнија, мањих димензија и квалитете израде. Прочеље молитвеног храма је троделно с тим да је средишњи део прочеља (ризалит) истакнут у простору и фланикаран торњевима са луковима у којима су смештена степеништа која воде до женских галерија. У обликовању прочеља примењени су неороманички детаљи, Арон хакодеш смештен је у дубокој бачвасто свођеној апсиди.

## Епилог
Доњоградска синагога након Другог светског рата постала је једина и у потпуности сачувана синагога на подручју континенталне Хрватске. Ипак, грађевина је изгубила своју првобитну функцију, јер је након усташког егзодуса изгубила своје вернике, и данас се налази у власништву Еванђеоско Пентекостне цркве.
Након продаје зграде пентекосталној цркви 1978. унутрашњост је, уз очување изворних карактеристика зграде, конзерваторски  исправно адаптирана у цркву 1980.  године, и означена спомен-плочом.  Данас је ова црква у склопу зграда Евангеличког богословског факултета у Осијеку.  